# Michiel Pijl
Michiel Pijl (Den Haag, 25 februari 1979) is een Nederlands politicus en bestuurder. Hij is lid van het CDA. Sinds 26 september 2023 is hij burgemeester van Medemblik.

## Biografie
Pijl ging naar het Oscar Romero in Hoorn en studeerde aan de Vrije Universiteit Amsterdam. Hij werkte aan het begin van zijn carrière als journalist en was namens het CDA van 2004 tot 2010 gemeenteraadslid van Hoorn, vanaf 2006 als fractievoorzitter. Van 2010 tot 2016 was hij daar wethouder en locoburgemeester.
Vanaf 23 maart 2016 was hij burgemeester van Drechterland. Sinds 26 september 2023 is hij burgemeester van Medemblik. Naast zijn nevenfuncties ambtshalve is hij ambtenaar van de burgerlijke stand en lid van de raad van toezicht van de Vrijwilligerspunt Westfriesland.
Pijl is geboren in Den Haag en getogen in Hoorn. Tijdens zijn wethouderschap woonde hij in de wijk Bangert en Oosterpolder in Zwaag en later in Westwoud. Hij is ongehuwd.